# Louis Marx
Louis Marx (Brooklyn, 11 de agosto de 1896 – White Plains (Nova Iorque), 5 de fevereiro de 1982) foi um empresário estadunidense do ramo de brinquedos. A empresa de sua propriedade, Louis Marx and Company, foi a maior companhia mundial de brinquedos na década de 1950.

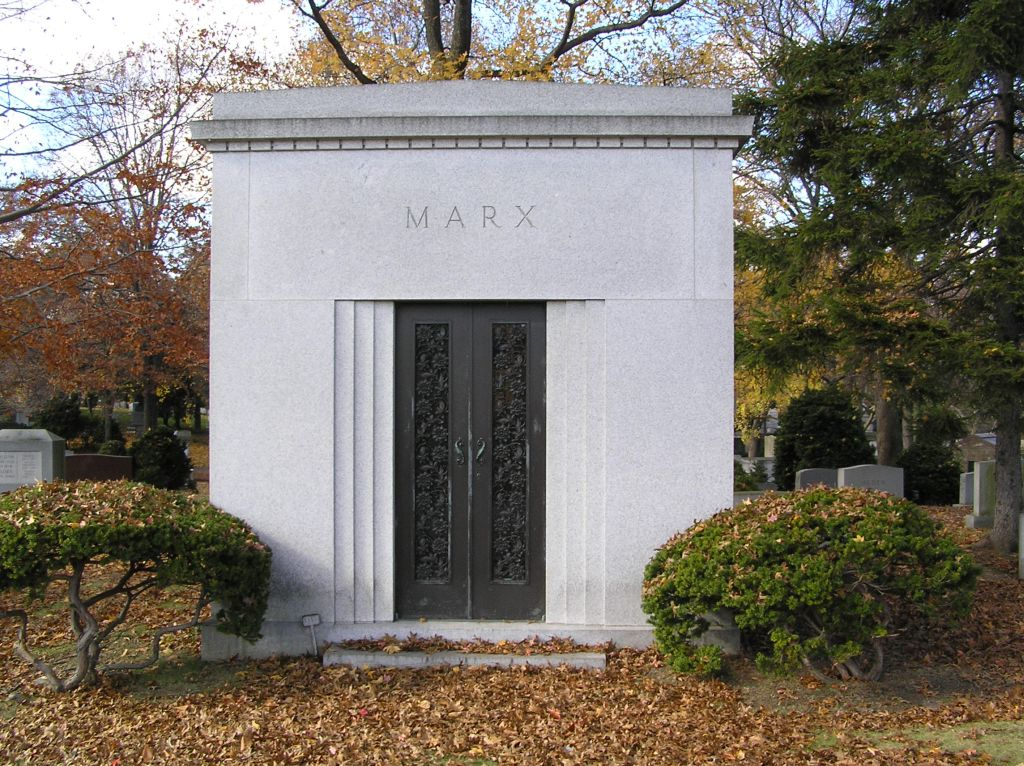
Mausoléu de Louis Marx no Cemitério de Woodlawn

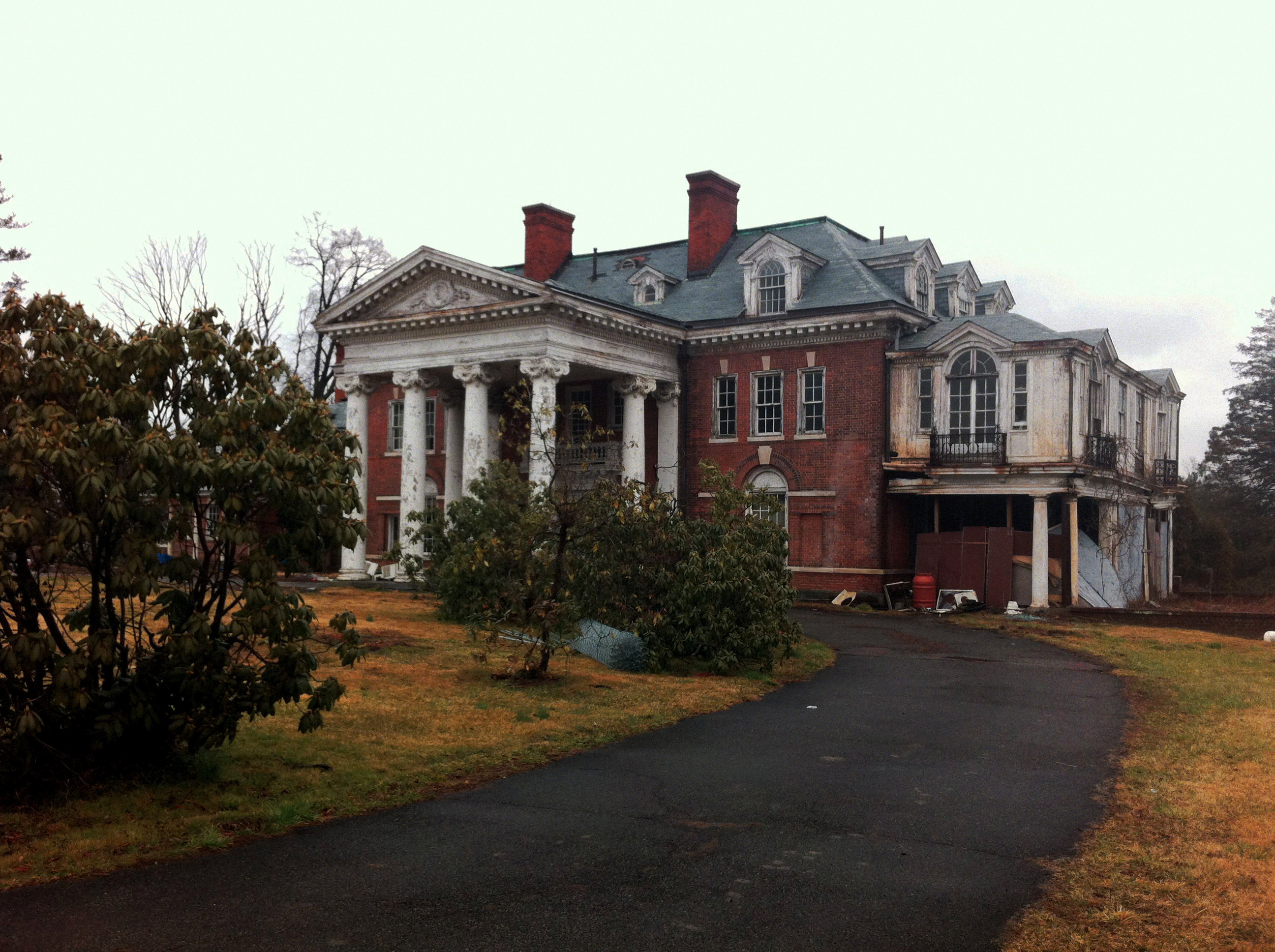
Fotografia de 3 de março de 2012, mostrando a mansão em estado de abandono; pouco depois foi demolida.

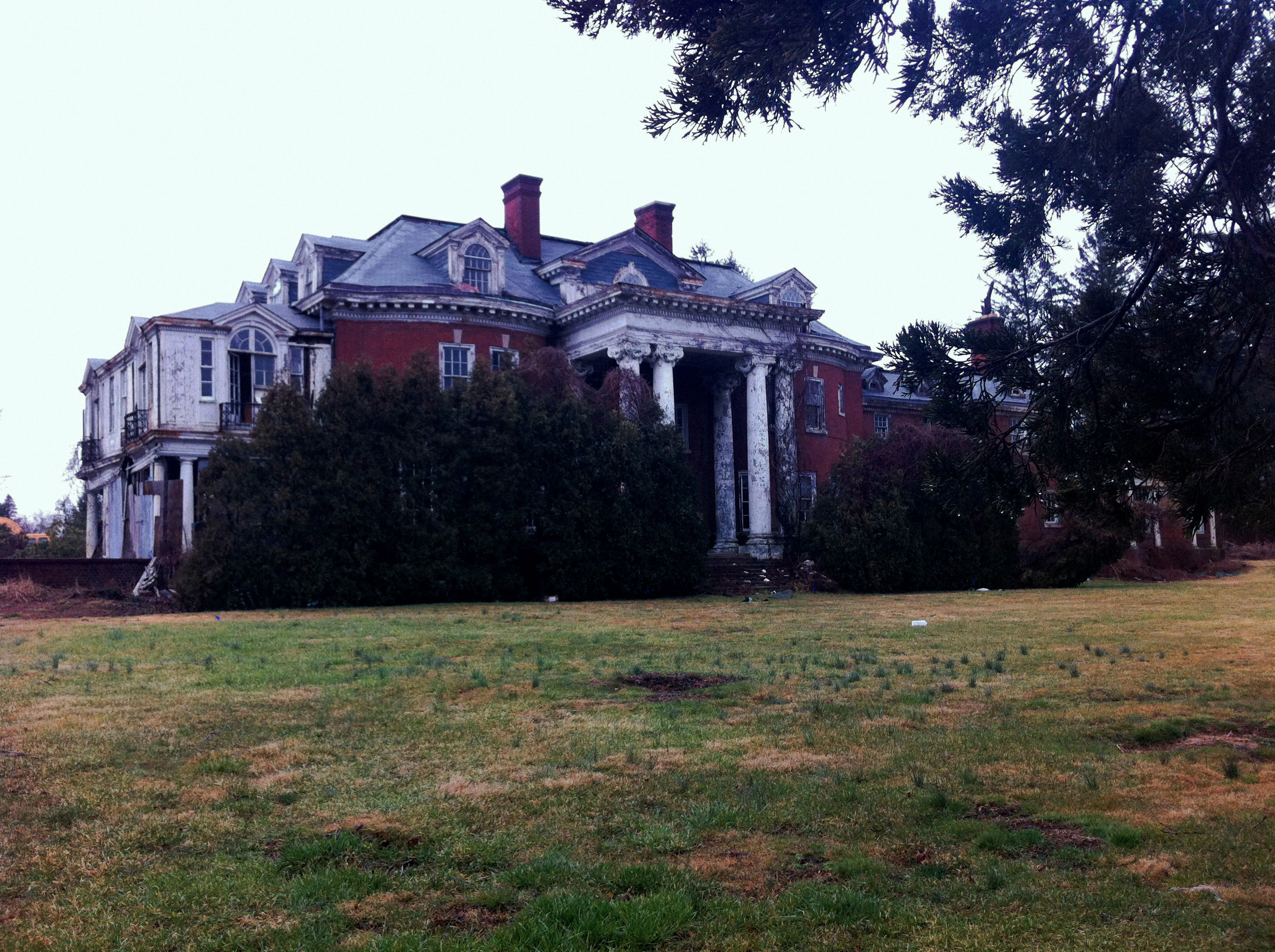
Vista da parte de trás da mansão, em 3 de março de 2012